# بویوکورهان
بویوکورهان (به ترکی استانبولی: Büyükorhan) یک منطقهٔ مسکونی در ترکیه است که در استان بورسا واقع شده‌است.